# Javansko more
Javansko more je veliko plitko more u Tihom oceanu koje je nastalo otapanjem leda na kraju zadnjeg ledenog doba. 
Javansko more ima površinu između 320 000 i 480 000 km². Okruženo je otocima Borneo na sjeveru, Javom na jugu, Sumatrom na zapadu i Sulawesijem (Celebesom) na istoku. 
Karimatskim prolazom na sjeverozapadu Javansko more je povezano s Južnim kineskim morem, a Masakarskim prolazom prema sjeveru s Celebeskim morem.

## Vanjske poveznice
|  | Zajednički poslužitelj ima još gradiva o temi Javansko more |